# Три хрещених батьки (фільм, 1948)
«Три хрещених батьки» (англ. 3 Godfathers) — вестерн 1948 року режисера Джона Форда, знятий у Долині Смерті, у Каліфорнії. Сценарій, написаний Френком С. Нугентом та Лоренсом Сталлінгом, базується на новелі «Три хрещених батьки» 1913 року Пітера Б. Кайне. Фільм є інтерпретацією історії про трьох царів у контексті американського вестерну.
Форд вже колись адаптував цю новелу у «Позначених чоловіках» (1919) — німому фільмі, який вважається сьогодні втраченим. Він вирішив перезняти цей фільм з технологією Technicolor, та присвятив новий фільм пам'яті давнього друга Гаррі Кері. Син Кері, Гаррі Кері-мл., грає одну з головних ролей у фільмі.

## Сюжет
Троє бандитів — Роберт «Боб» Хайтавер (Джон Вейн), Педро «Піт» Рокафуерте (Педро Армендаріс) та Вільям «Кід» Кірні (Гаррі Кері-мл.) — їдуть у місто Велкам (Welcome — «Ласкаво просимо»), в штаті Аризона. Вони мають дружню розмову з шерифом Перлі «Баком» Світом (Ворд Бонд) та його дружиною (Мей Марш), яка запитує, чи бачили вони її племінницю та її чоловіка по дорозі. Троє згодом грабують місцевий банк, але втрачають здобич, коли Кіда підстрілюють. Вони втікають у пустелю на двох конях, переслідуваних Баком та його людьми.
Врешті грабіжники втрачають коней у піщаній бурі, та вичерпують запаси води. Під час пошуків води, вони знаходять екіпаж у якому лежить жінка — племінниця Бака (Мілдред Нетвік) — яка перебуває в пологах. У той час як Педро допомагає під час пологів, Боб та Кід старанно збирають воду з кактусів. У жінки народжується хлопчик, якому вона дає ім'я «Роберт Вільям Педро Хайтавер», та перш ніж померти, вона вимагає від них обіцянки врятувати хлопчика, та бути його хрещеними батьками…

## У ролях
- Джон Вейн — Роберт Мармад'юк Хайтавер
- Гаррі Кері-мл. — Вільям Кірні
- Педро Армендаріс — Педро Рокафуерте
- Мілдред Нетвік — племінниця шерифа
- Ворд Бонд — шериф Перлі «Бак» Світ
- Мей Марш — дружина шерифа
- Джейн Дарвелл — міс Флорі
- Гай Кіббі — суддя
- Рут Кліффорд — жінка в барі (в титрах не вказана)
- Амелія Йельда — Роберт Вільям Педро Хайтавер (дитина)

## Цікаві факти
Цей фільм був присвячений другові Джона Форда Гаррі Кері, який помер у 1947 році. У вступі, каскадер Кліфф Лайонс зображає силует на заході сонця, на улюбленому коні Кері, Сонні, із титром: "На пам'ять про Гаррі Кері, яскравої зіркі західного неба… "
Гаррі Кері знявся в першій версії фільму «Три хрещених батьки» (1916), де грав Боба Сангстера, колишнього крадія коней, який намагається виправитись. У рімейку цього фільму «Позначені чоловіки» (1919), який знімав Форда, він зіграв втікача з тюрми, який також переживає випробування, знаходячи любов на цьому шляху.
У «Героях пекла» (1930) Вільяма Вайлера, Чарльз Бікфорд виконує роль Боба Сангстера, який спочатку планує зґвалтувати жінку у фургоні, та врешті-решт рятує дитину, випиваючи з отруєної водойми, щоб виграти достатньо часу, аби дитина опинилась у безпеці.
У фільмі «Три хрещених батьки» (1936), Честер Морріс виконує роль Боба — безжального вбивцю. Льюїс Стоун та Волтером Бреннан зіграли інших членів банди. Честер також п'є з отруєної водойми.
Кінокритик Леонард Малтін віддає перевагу фільмові «Герої пекла» як «найменш сентиментальному» з усіх цих фільмів. Він похвалив «недооцінену» версію 1936 року як «красиво й тепло зняту». Малтін описує фільм 1948 року як «міцний, сентиментальний, іноді гарний», але вважає, що остання сцена була «награною».

## Прийом
Фільм отримав позитивний прийом. Він має 82 % «свіжості» на Rotten Tomatoes на основі 11 відгуків.
За даними MGM, фільм заробив 2 078 000 доларів у США та Канаді, а також 763 000 доларів за кордоном, в результаті чого прибуток склав 450 000 доларів.